# Gare de Varetz
La gare de Varetz est une gare ferroviaire française de la ligne de Nexon à Brive-la-Gaillarde située sur le territoire de la commune de Varetz, au lieu-dit Biscaye, dans le département de la Corrèze en région Nouvelle-Aquitaine.
Elle est mise en service en 1875 par la Compagnie du chemin de fer de Paris à Orléans (PO).
C'est une halte voyageurs de la Société nationale des chemins de fer français (SNCF), du réseau TER Nouvelle-Aquitaine, desservie par des trains express régionaux.

## Situation ferroviaire
Établie à 108 mètres d'altitude, la gare de Varetz est située au point kilométrique (PK) 494,165 de la ligne de Nexon à Brive-la-Gaillarde, entre les gares du Burg et de Brive-la-Gaillarde.

## Histoire
En 1874, la Compagnie du chemin de fer de Paris à Orléans (PO) activait les travaux de sa ligne de Nexon à Brive afin de tenir les délais. Le 2 mars, le ministre statuait sur les derniers détails des stations à établir entre Champsiaux et Brive, la station de « Varetz (Corrèze) » figure dans cette liste.
La station de Varetz a été mise en service le 20 décembre 1875 par la Compagnie du PO, lorsqu'elle ouvre à l'exploitation sa ligne de Nexon à Brive.
Depuis 2018 et l’éboulement d’une partie de la voie entre Objat et Saint-Yrieix, les trains ne passent plus la gare d’Objat. Ils sont donc remplacés par des autocars sur ce tronçon. Les voyageurs souhaitent une réparation des voies pour un retour à la normale le plus rapidement possible.

## Service des  voyageurs

### Accueil
Halte SNCF, c'est un point d'arrêt non géré (PANG) à accès libre.
En 2022, selon les estimations de la SNCF, la fréquentation annuelle de la gare était de 1 862 voyageurs.

### Desserte
Varetz est une halte régionale SNCF du réseau TER Nouvelle-Aquitaine, desservie par des trains express régionaux de la relation Limoges-Bénédictins - Brive-la-Gaillarde.

### Intermodalité
Un parking pour les véhicules y est aménagé.
À 400 mètres de la gare se situe l’arrêt Varetz Mairie de la ligne R5 du Réseau interurbain de la Corrèze.